# Warned Off
Warned Off é um filme mudo produzido no Reino Unido em 1930, dirigido por Walter West e com atuações de Tony Wylde, Chili Bouchier e Queenie Thomas.